# Volrath Berg
Johan Volrath Berg (i riksdagen kallad Berg i Ekudden), född 7 augusti 1855 i Skallsjö socken, Älvsborgs län, död där 2 september 1942, var en svensk direktör och riksdagsman.
Volrath var son till Theodor Berg och Jenny Gradman. Han var bror till Gustaf Berg och Richard Berg. Berg studerade vid Uppsala universitet 1873 till 1874, inskriven hos Teknologiska institutet (idag Kungliga Tekniska högskolan) 1874 och tog 1877 avgångsexamen från Bergsskolan i Falun, som tillhörde teknologiska institutet. Berg var från 1895 disponent vid Nääs fabriks aktiebolag och verkställande direktör för Alingsås bomullsväveri 1912 till 1936. Han var ledamot av styrelsen för A.B. Göteborgs bank, ordförande i Skallsjö kommunalnämnd och landstingsledamot för Älvsborgs läns landsting 1902–1919.
Han var ledamot av riksdagens första kammare från andra urtima riksdagen 1905-1911, invald i Älvsborgs läns valkrets. Partipolitiskt tillhörde Berg 1905 till 1909 Första kammarens protektionistiska parti och 1910 till 1911 det förenade högerpartiet.